# Carlow
Carlow (irl. Ceatharlach) – miasto w południowo-wschodniej Irlandii, w prowincji Leinster, stolica hrabstwa Carlow. Liczba ludności w 2011 roku wynosiła 13 968 mieszkańców
W 1926 roku w Carlow powstał pierwszy w Irlandii zakład przerobu buraków cukrowych na cukier, który dobrze prosperował przez prawie 80 lat, przyczyniając się do rozkwitu gospodarczego całego regionu. Fabryka w Carlow została zamknięta w 2005 roku.

## Miasta partnerskie
- Tempe, USA